# Anthemis ammanthus
Anthemis ammanthus là một loài thực vật có hoa trong họ Cúc. Loài này được Greuter mô tả khoa học đầu tiên năm 1968.